# Beeston Hill Station

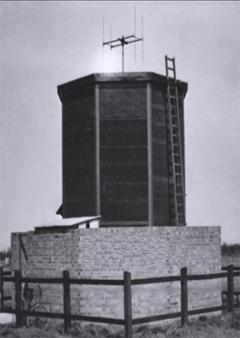
Beeston Hill Station (um 1940)

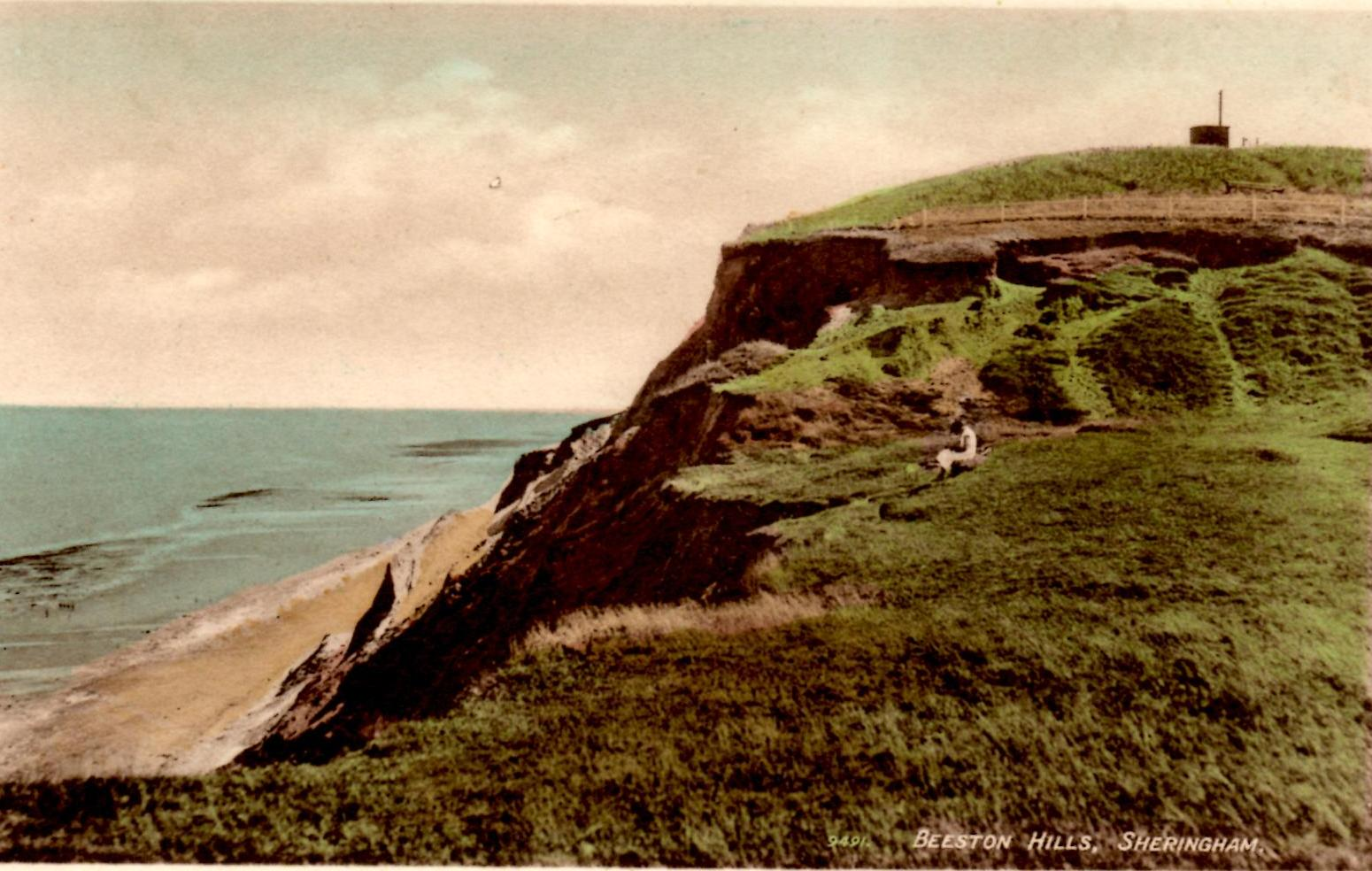
Postkartenansicht der Beeston Hill Station (im Hintergrund auf dem Gipfel)

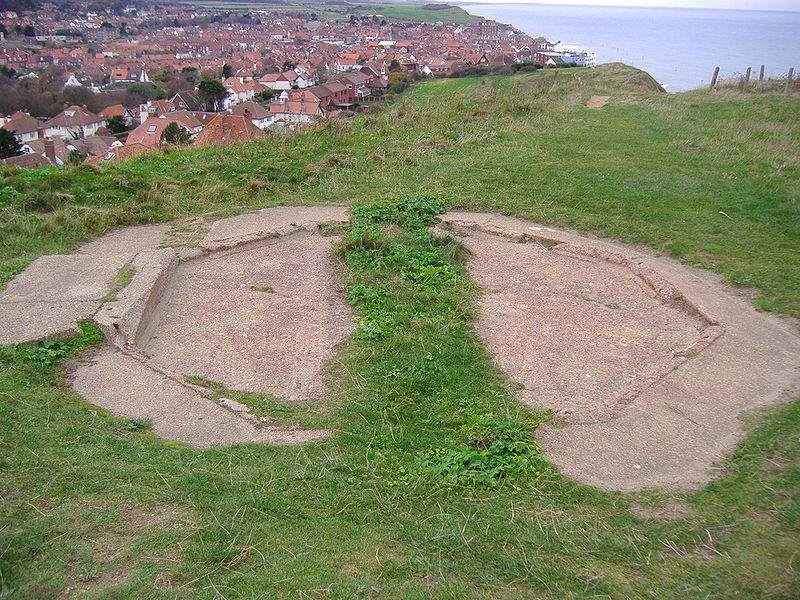
Die spärlichen Überreste des Fundaments der ehemaligen Station auf dem Beeston Bump (2007)

Beeston Hill Station (auch: Beeston Hill Y Station) war eine Funkabhörstelle des britischen Geheimdienstes. Sie lag auf dem Beeston Hill (auch: Beeston Bump), einer etwa 60 m hohen Anhöhe unmittelbar an der englischen Nordseeküste, unweit von Beeston Regis, einer Gemeinde nahe Sheringham in der Grafschaft Norfolk.

## Geschichte
Während des Zweiten Weltkriegs war Beeston Hill eine wichtige Funkabhörstelle (Y station) der britischen Government Code and Cypher School (G.C.& C.S.) (deutsch etwa „Staatliche Code- und Chiffrenschule“). Hier war eine der britischen War Office Y Groups (W.O.Y.G.) (Funkabhörgruppen des Kriegsministeriums) stationiert, deren Aufgabe es war, den feindlichen, insbesondere den deutschen Funkverkehr abzufangen und aufzuzeichnen. Beispielsweise die mit der deutschen Enigma-Maschine verschlüsselten und im Morsecode gesendeten Geheimtexte wurden in Beeston Hill aufgefangen, aufgezeichnet und per Dispatch rider (Kraftradmelder) über die 170 km lange Strecke nach Bletchley gebracht. Dort gelang den britischen Codebreakers in Bletchley Park die erfolgreiche Entzifferung und nachrichtendienstliche Auswertung. Die deutschen Funksprüche enthielten nicht selten kriegswichtige Informationen, die die Briten unter dem Decknamen Ultra zusammenfassten und für ihre eigenen Planungen nutzten.
Darüber hinaus war die Funkortung eine wichtige Aufgabe der Station. In Kombination mit anderen Stationen peilte Beeston Hill beispielsweise die Standorte der im Atlantik operierenden deutschen U-Boote und trug damit zu deren Versenkungen bei.
Nach dem Krieg wurde die Station aufgegeben und abgerissen. Heute sind nur noch Reste des Fundaments zu sehen.